# Austrelatus madangensis
Austrelatus madangensis (лат.) — вид жуков-плавунцов рода Austrelatus из подсемейства Copelatinae (Dytiscidae). Новая Гвинея. Видовое название A. madangensis происходит от имени провинции Маданг, где он в основном распространен и где собрана типовая серия.

## Распространение
Встречается в Папуа — Новая Гвинее на острове Новая Гвинея (провинции Истерн-Хайлендс, Ист-Сепик и Маданг).

## Описание
Относительно крупные для своего рода жуки-плавунцы, длина 6,8—8,15 мм. Представителей можно отличить от близких видов по следующей комбинации признаков: срединная доля гениталий с вершиной левой дорсальной доли более короткой и с более вертикальным, широким гребнем; надкрылья часто желтовато-красные из-за сильно развитой, широкой базальной полосы и боковых и вершинной желтоватой окраски; обычно с 11+1 бороздками, редко с сильной редукцией полос: дорсальные полосы присутствуют только в вершинной части и некоторые из них в виде полос, полоса 1 может отсутствовать. Надкрылья желтовато-красные до красновато-коричневых между полосами, буровато-чёрные на пронотальном диске, с желтовато-красной головой и пронотальными сторонами. Антенны, другие головные придатки, а также передние и средние ноги желтовато-красные до красноватых, задние ноги темнее, все ноги темнее дистально. Надкрылья с (10-11)+1 бороздками.